# Tahya Tounes
Il Tahya Tounes (in arabo: تحيا تونس) è un partito politico tunisino di orientamento liberale e secolarista fondato nel 2019 dal Primo ministro in carica Yūssef al-Shāhed, a seguito di una scissione da Nidaa Tounes.
In occasione delle elezioni presidenziali del 2019 ha sostenuto la candidatura di al-Shāhed, che ha ottenuto il 7,38% dei voti piazzandosi al quinto posto.